# Házi vízibivaly
A házi vízibivaly (Bubalus bubalis) az emlősök (Mammalia) osztályának párosujjú patások (Artiodactyla) rendjébe, ezen belül a tülkösszarvúak (Bovidae) családjába és a tulokformák (Bovinae) alcsaládjába tartozó faj. Egyéb nevei: vízibivaly vagy házibivaly.
Nemének a típusfaja.

## Rendszertani besorolása
Az évek során a különböző kutatók és szervezetek között - Zoológiai Nevezéktan Nemzetközi Kódexe, Élelmezésügyi és Mezőgazdasági Világszervezet, stb. - számos vita folyt arról, a vad vízibivaly (Bubalus arnee) és a házi vízibivaly egy fajt alkot-e, vagy manapság külön fajoknak tekinthetők-e. Az őstulok (Bos primigenius) és szarvasmarha (Bos taurus) mintájára, manapság a legtöbben a két bivalyt külön, önálló fajnak tartják, ámbár nem mindenki.

## Története
Ez az állat Indiából, Dél-Ázsiából, valamint Kínából származik. Manapság Ázsián kívül nagy számban tartják Európában, Ausztráliában, Amerikákban és Afrika egyes országaiban. Alaktanilag és viselkedésileg két típusát különböztetik meg: a folyami vízibivalyt (Indiában és ettől nyugatra) és a mocsári vízibivalyt (Asszám, Dél-Ázsia, Kína).
Ennek az állatnak valószínű, hogy a vad vízibivaly az őse. A törzsfejlődéses kutatások azt mutatták, hogy a folyami vízibivaly szelídítése 5000 évvel ezelőtt Indiában kezdődött, míg a mocsári vízibivalyé 4000 éve Kínában. Kr. e. 2500 körül a meluhhák, az Indus-völgyi civilizációtól beszerzett állatokat eladták Mezopotámiában. Egy akkád király írnokának a pecsétjén, egy bivalyáldozat van ábrázolva.
Az egykori Mezopotámiából került át Európába, Spanyolországon és Görögországon keresztül ez az állatfaj. A Kárpát-medence területén először az avarok tenyésztették.
Ma a világon körülbelül 130-150 millióra tehető a házi vízibivalyok száma. Az állomány 95%-a Dél-Ázsiában és Délkelet-Ázsiában található. Hagyományosan sok bivalyt használnak még Egyiptomban is. Európában a dél-európai országok tartanak jelentős állományt.

## Magyar házibivaly
A magyar házibivaly őse valószínűleg az indiai folyami vízibivaly lehetett. A bivaly első magyarországi említése Erdélyből a 11. századból származik, majd II. Béla király 1138-as dömösi prépostsági adománylevelében szintén szerepelnek bivalyok.
Magyarországon a bivalyt a 16. század óta tenyésztik.
A történelmi Magyarországon 1911-ben 155 192 bivaly élt. Elsősorban a mai Somogy és Zala vármegye nehezen járható, nedves, sáros területein használták ki munkaerejét. A második világháború előtt még Mezőhegyesen is volt egy értékes bivalytenyészet.
A második világháború utáni évtizedekben a bivaly tenyésztése a Kárpát-medencében szinte teljesen megszűnt. Napjainkban alig néhány tucatnyi állat őrzi a hajdani magyar bivalyállomány emlékét. A bivalytehenek kétharmada a nemzeti parkok területén, főleg a Balaton-felvidéki Nemzeti Park és a Fertő–Hanság Nemzeti Park területén él. A kápolnapusztai bivalyrezervátum Magyarország legnagyobb állományának ad helyet, egyben génmegőrzési feladatokat is ellát. 1999 óta a tenyésztésszervezés feladatát a Magyar Bivalytenyésztők Egyesülete látja el.
A bivalytenyésztésnek régi hagyományai vannak Erdélyben, ahol még ma is tenyésztik. A Kolozsvár melletti Méra a nádasmenti bivalytenyésztés központja. Itt 1950-ben 1500 bivalyt számoltak, ma ez a szám 140-re csökkent. Kalotaszegen a bivalyt a „szegény ember marhájának” nevezték.
A Székelyudvarhely melletti Szejkefürdő jellegzetes jelképe volt a borvízhordó bivalyszekér, amellyel az 1800-as években cserépkorsókban hordták az ásványvizet az udvarhelyi lakosoknak. Az egyik legnagyobb erdélyi állományt az udvarhelyszéki Énlakán fejik. A parajdi sóbányában bőrét a só felszínre emelésére használták, ugyanis ez volt az egyetlen bőrfajta, amely jól ellenállt a só maró hatásának.
Kárpátalján Aknaszlatinán maradt nagyobb számban bivaly.

## Megjelenése
A házi vízibivaly fej-testhossza 240-300 centiméter között mozog, ehhez hozzáadódik egy 60-100 centiméteres farok. A bika marmagassága 129-133 centiméter, míg a tehéné 120-127 centiméter; azonban 160 centiméter magas egyedek is ismertek. A faj átlagos testtömege 300-550 kilogramm között van, ámbár az ökröké elérheti az 500-800 kilogrammot is. Kivételesen nagy bikák is léteznek, melyek akár 1000-1100 kilogrammot is nyomnak. Szarvai a fajtától függően igen változatosak; a mocsári típusúé főleg sarlószerűen felfelé irányul, míg a folyamié bekunkorodó. Bőre fekete. A feketés-barna vagy szürkés színű szőrzete ritka, a fara kopasz; a lábai néha fehér „harisnyát” viselnek. Az újszülött borjú dús szőrzettel jön a világra.

## Állomány
A bivaly egy nagy testű, szarvasmarha-fajta, amelyet számos országban tartanak. A bivaly húsa, tejtermékei és bőre fontos mezőgazdasági termékek, és az állatokat a hústermelés, a tejelő állatok tartása, a mezőgazdasági munkák és a hátas állatok között is használják. 2021-ben a bivalyból több mint 40 országban tartottak, és az éves állomány nagysága meghaladta a 203 millió darabot.
A világ legnagyobb bivaly tartói közé tartozik India, Pakisztán, Kína, Nepál és a Fülöp-szigetek. Ezek az országok a 2021-es állományuk alapján az első öt helyen álltak. 2021-ben Indiában volt az éves világ bivaly állományának az 54%-a.

## Életmódja
A bivaly igénytelenebb állat még a magyar szürkemarhánál is, mivel megeszi a sziki kákát, a nádat a szittyót és a mocsári füveket és edzett a gümőkórral szemben is. A szarvasmarhánál nyugtalanabb, félénkebb, gondozójával szemben azonban engedelmes és jóindulatú. De kevesebb veszedelmesebb állat létezik a felingerelt bivalybikánál. Igaz, általában csak akkor támad, ha sarokba szorítják.

## Szaporodása
Az ivarérettséget általában 3 évesen éri el. Nincs meghatározott párzási ideje. A vemhesség fajtától függően 281-334 napig tart, ennek végén 1-2 borjú születik. Ha megfelelően van tartva, akkor 30-40 évig is élhet.

## Hasznosítása
A bivaly hármas hasznosítású. Elsőrendű feladata a vontatás volt. Igavonó ereje 50%-kal nagyobb, mint a szarvasmarháé, ezért terméskövek, vastag fatörzsek vontatására és termőföldek feltörésére használták. Teje porcelánfehér színű, kellemes ízű, hamarabb alszik meg, mint a tehéntej és vitamintartalma is magasabb. Zsírtartalma eléri a 8%-ot, de a laktáció (szoptatás) során akár a 16%-ot is. 6 liter tejből 1 kg sajtot tudnak készíteni. Ismert, bivalytejből is készülő sajtfajták a mozzarella, feta és a cheddar. Húsa nem olyan értékes, mint a szarvasmarháé, sötét vörösesbarna, durva rostú, kevésbé porhanyós, viszont több foszfor és vas van benne. A bivalyborjúhús egyenértékű a marhaborjúéval.

## Védettsége
A magyarországi bivalyállomány a törvényileg védett őshonos állataink közé tartozik.

## Képek

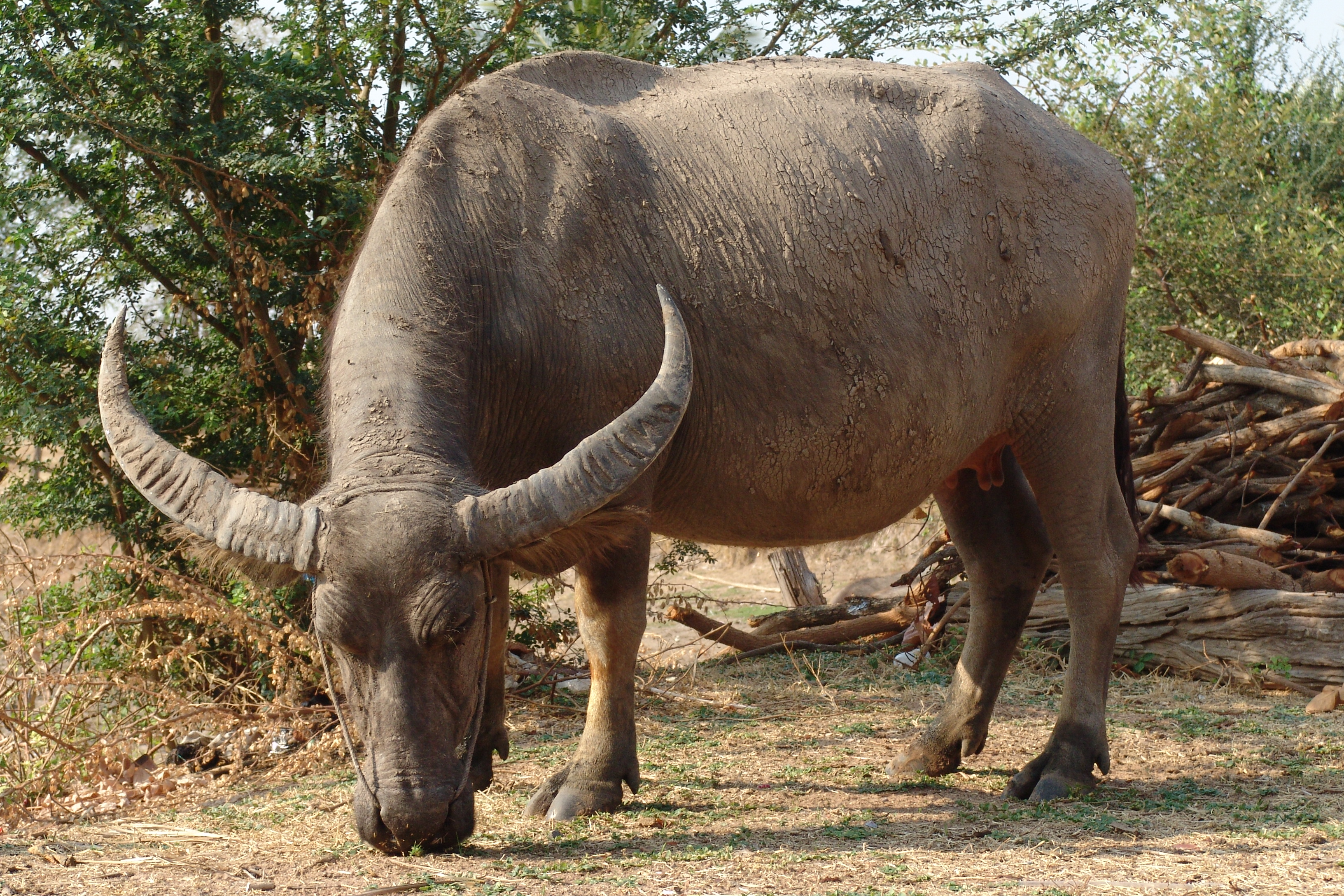
Házi vízibivaly Thaiföldön
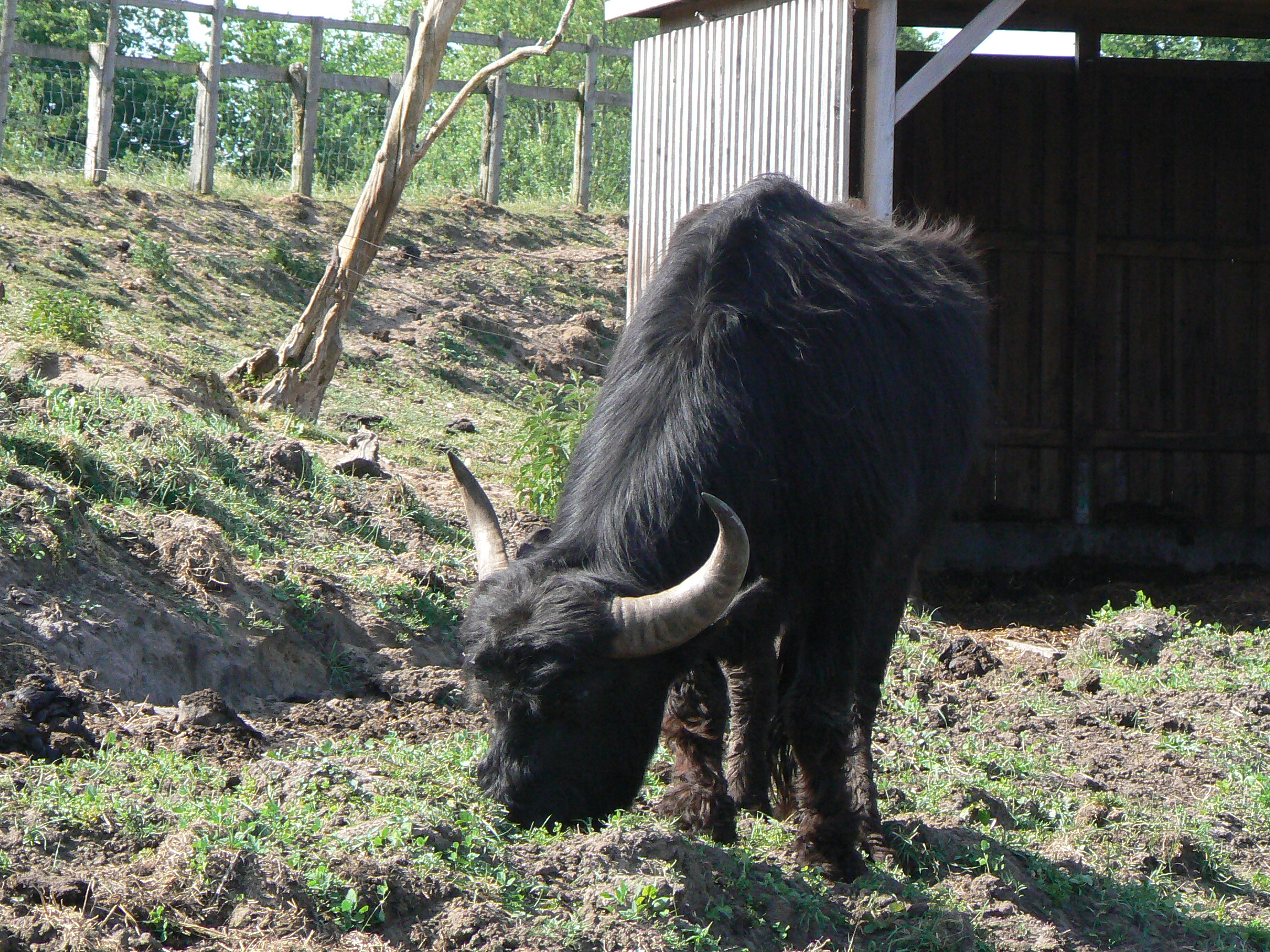
Legelészés közben
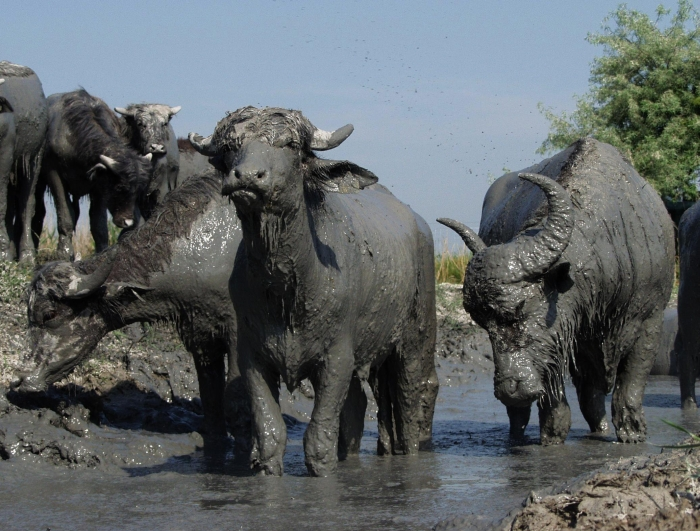
Dagonyázó bivalyok

### Fordítás
- Ez a szócikk részben vagy egészben  a   Water buffalo című angol Wikipédia-szócikk ezen változatának fordításán alapul.  Az eredeti cikk szerkesztőit annak laptörténete sorolja fel. Ez a jelzés csupán a megfogalmazás eredetét és a szerzői jogokat jelzi, nem szolgál a cikkben szereplő információk forrásmegjelöléseként.